# Evacuações relacionadas à pandemia de COVID-19
Esse artigo lista as evacuações decorrentes do pandemia de COVID-19.
O coronavírus da Síndrome Respiratória Aguda Grave 2 (SARS-CoV-2) foi identificado, pela primeira vez, em Wuhan, na China, quando um grupo de pessoas desenvolveu um quadro de pneumonia sem causas evidentes e, associado a isso, a ausência de tratamentos eficazes. O novo coronavírus tem característica similares à síndrome respiratória aguda grave (SARS) e a síndrome respiratória do Médio Oriente (MERS). Dentro de semanas, milhares de pessoas na província de Hubei foram infectadas e o governo chinês passou a impor medidas de contenção, incluindo o isolamento da cidade.
Devido ao êxito do isolamento da cidade e ao contínuo crescimento de casos naquelas localidades, diversos países planejaram evacuar seus cidadãos ou membros da diplomacia da área. Isso foi feito, principalmente, em voos fretados das nações de origem, que receberam autorização prévia das autoridades chinesas. Japão, Índia, Estados Unidos, França, Austrália, Sri Lanka, Alemanha e Tailândia estavam entre os primeiros a dar início ao processo de evacuação. O Paquistão afirmou que não iria evacuar nenhum cidadão da China devido à falta de infra-estrutura para ajudar a tratar paquistaneses possivelmente infectados.

## Lista de evacuações

### Janeiro de 2020
- No período de 24 a 27 de janeiro,[10] o Vietnã permitiu quatro voos excepcionais para trazer passageiros de Wuhan de volta para casa, organizando, ainda, um voo para evacuar cidadãos e diplomatas.[11] Em 10 de fevereiro, 30 vietnamitas foram evacuados pela Vietnam Airlines.[12]
- Em 28 de janeiro, os Estados Unidos alugaram um voo Kalitta Air 747 para evacuar cidadãos americanos de Wuhan.[13] O avião transportou 195 pessoas até a March Air Reserve Base, na Califórnia, onde ficaram em quarentena por 14 dias, até 11 de fevereiro.[14]
- Em 29 de janeiro, a Austrália e a Nova Zelândia anunciaram que iriam cooperar com o processo de evacuação de cidadãos presentes em Wuhan. Havia cerca de 50 a 82 neozelandeses em Wuhan e cerca de 600 australianos em Hubei, incluindo 160 crianças australianas.[15][16] O governo da Nova Zelândia alugou um Boeing 777-200ER da Air New Zealand para dar suporte ao processo de evacuação.[17][18][19] Enquanto priorizava pessoas com nacionalidade neozelandesa, cidadãos da Austrália e das Ilhas do Pacífico também eram transportados.[20]
- Em 29 de janeiro, o primeiro-ministro da Austrália, Scott Morrison, afirmou ter planos para um processo de quarentena dos cidadãos evacuados de Wuhan, incluindo crianças e idosos, por um período de 14 dias na Ilha de Natal. A decisão de repatriar estes cidadãos utilizando centros de detenção causou controvérsia.[21] Paralelo a isto, o plano do governo também precisava que os evacuados pagassem uma taxa de A$ 1 000, e os levariam a Perth após o fim da quarentena, onde iriam providenciar pessoalmente seu retorno para casa. A Associação Médica Australiana, em comunicado emitido no mesmo dia, afirmou que a decisão de manter indivíduos australianos em um "lugar onde anteriormente era o foco de populações sob enormes traumas mentais e físicos, não era uma solução realmente apropriada".[22]
- Em 29 de janeiro, a Coreia do Sul organizou, de última hora, os preparativos para transportar cerca de 700 sul-coreanos de Wuhan, incluindo a finalização dos detalhes logísticos com o governo chinês. As autoridades sul-coreanas prepararam dois aviões com dois conjuntos de equipes médicas, incluindo cerca de 20 médicos, enfermeiros e funcionários do Ministério das Relações Exteriores e oficias de quarentena para cada grupo.[23]
- Em 29 de janeiro, a Força Aérea da Indonésia (TNI-AU) preparou três aeronaves – duas Boeing 737 e uma Lockheed C-130 Hercules – estacionadas na Base da Força Aérea de Halim Perdanakusuma, com um batalhão de especialistas em saúde para ajudar os cidadãos indonésios da cidade.[24][25] Em 30 de janeiro, a ministra das Relações Exteriores, Retno Marsudi, anunciou que "o presidente nos instruiu a evacuar imediatamente os cidadãos indonésios da província de Hubei".[26] A evacuação de até 243 indonésios, para futura alocação em quarentena no arquipélago de Natuna Regency por um período de 14 dias – estava prevista para 1º de fevereiro de 2020 e levaria cerca de 9 horas.[27] O governo indonésio, então, fretou um A330-300CEO (PK-LDY), da empresa Lion Air Group e voo de número ID-8619, com 18 militares e 30 médicos, para evacuar cerca de 200 cidadãos de Hubei, incluindo a cidade de Wuhan.[28][29][30][31][32] Dos 245 indonésios, 4 se recusaram a sair e 3 não passaram no teste de triagem pelos chineses.[33] Os 7 indonésios que permaneceram em Hubei continuarão sendo monitorados e em contato com a Embaixada.[34] Antes de desembarcarem em Batam, "todos haviam sido definidos como saudáveis de acordo com padrões da Organização Mundial da Saúde".[35] O avião de Wuhan pousou no Aeroporto Internacional de Hang Nadim por volta das 8h45, onde desembarcaram um por vez, com longos intervalos.[35] Oficiais vestindo trajes de descontaminação em cor amarela e branca desinfetaram os passageiros e os escoltaram para fora. Em seguida, foram direcionados à Natuna pela aeronave TNI-AU, que consistia em um Boeing 737-200 Advanced (AL-7304), do Esquadrão Udara 5, um Boeing 737-400 (A-7306), do Esquadrão Udara 17, e um Lockheed C-130 (A-1315), do Esquadrão Udara 33. As três aeronaves realizaram pouso na Base da Força Aérea de Raden Sadjad, em Ranai.[36][37][38] No entanto, a chegada de cidadãos gerou protestos pelos moradores da ilha que estavam preocupados com a possibilidade de serem infectados pelo coronavírus. Centenas fizeram manifestações e queimaram pneus. Como resultado, as tropas da Forças Armadas Internacionais de Brimob e da Indonésia foram designadas para garantir condições estáveis de segurança na região.[39] Para proteger e dar garantia de saúde à população local, Joko Widodo, presidente da Indonésia, ordenou que Terawan Agus Putranto, Ministro da Saúde, tivesse um escritório temporário em Natuna.[40]
- Em 30 de janeiro, 92 singapurenses foram evacuados de Wuhan por um voo especial da companhia aérea Scoot, tripulado por voluntários após o governo de Cingapura e as autoridades chinesas facilitarem os voos. No entanto, nem todos os cidadãos de Cingapura foram evacuados, pois alguns apresentaram sintomas antes do voo. Dois dos evacuados foram confirmados mais tarde como os primeiros a terem o vírus no país. Ambos eram assintomáticos durante a viagem, mas foram diagnosticados com febre na chegada.[41]
- Em 31 de janeiro, um avião britânico transportando 110 cidadãos da União Europeia, dos quais 83 eram britânicos e 27 de outra nacionalidade, não incluindo médicos militares do Reino Unido a bordo, deixou Wuhan, chegando à estação RAF Brize Norton, na Inglaterra. Os passageiros britânicos foram colocados em quarentena em um quarteirão separado do Hospital Arrowe Park, em Wirral; todos os passageiros passaram por testes antes e durante o voo, mas nenhum apresentou sintomas ligados ao vírus. Os demais cidadãos da União Europeia foram levados de avião de Brize Norton à Espanha. Mais britânicos deveriam estar no voo, que estava planejado para sair um dia antes, mas a china recusou, inicialmente, a permissão de voo, e os que portassem passaporte chinês, incluindo recém-nascidos de pais britânicos, seriam impedidos de sair do local. Pouco antes da partida, a decisão foi revertida, mas era tarde demais para os tripulantes chegarem até o aeroporto, embora o avião também tenha adiado a viagem por várias horas. O governo britânico planeja enviar outro avião, se necessário.[42][43][44]

### Fevereiro de 2020
- Em 1º de fevereiro, o governo de Bangladesh evacuou 316 pessoas, sendo a maioria estudantes de Wuhan, usando um Boeing 777-399ER fretado da Biman Bangladesh Airlines. Após a chegada, foram realocados e postos em quarentena próximo ao Aeroporto Internacional Hazrat Shahjalal por um período de 14 dias. 3 indivíduos que tiveram aumento de temperatura foram submetidos ao Hospital CMH.[45]
- Em 1º de fevereiro, a Índia evacuou 324 pessoas, incluindo 3 menores de idade, 211 estudantes e 110 trabalhadores da região de Wuhan, em sua primeira evacuação pela Air India.[46][47]
- Em 1º de fevereiro, no início da manhã, o Mianmar evacuou um voo da Myanmar National Airlines transportando 59 de 63 estudantes do país.[48][49]
- Em 1º de fevereiro, um avião especial da Sri Lankan Airlines evacuou 33 cingaleses de Wuhan após um acordo entre o governo do Sri Lanka e as autoriades chinesas. Após a chegada, todos os passageiros foram colocados em quarentena numa instalação  pertencente às equipes militares do país.[50]
- Em 1º de fevereiro, o governo da Mongólia evacuou 31 de seus 33 cidadãos presentes em Wuhan e, ao chegar em Ulaanbaatar, permaneceram em quarentena no Centro de Doenças Transmissíveis.[51]
- Em 1º de fevereiro, durante a manhã, um avão fretado partiu da Tailândia para Wuhan a fim de evacuar 64 tailandeses residentes da cidade gerida por Anutin Charnvirakul, Ministro de Saúde Pública da Tailândia. O avião contava com uma equipe média especializada em infecções do trato respiratório e em medicina de urgência.[52]
- Em 1º de fevereiro, um avião da Força Aérea Alemã foi impedido de fazer escala em Moscou após a partida em Wuhan, segundo o Ministro da Defesa Alemã. Originalmente, o avião havia recebido a aprovação de uma escala em Moscou para reabastecer e trocar os tripulantes. A aeronave evacuou 102 cidadãos alemães e 26 de outra nacionalidade. Posteriormente, o avião pousou em Helsinque, a caminho do Aeroporto de Frankfurt. O Ministro da Saúde d Alemanha afirmou que todos os passageiros não haviam apresentado sintomas do coronavírus.[53] A caminho de Wuhan, o avião carregava 10 000 trajes proteção, conforme solicitado pelo governo chinês.[54]
- Em 1º de fevereiro, uma equipe de oficiais da Embaixada da Malásia em Pequim seguiu para Wuhan para resgatar e evacuar 120 de seus cidadãos presentes na cidade e nos arredores. A ordem de evacuação foi realizada após uma decisão do Gabinete em 29 de janeiro.[55]
- Em 1º de fevereiro, a Turquia evacuou 42 indivíduos de Wuhan, incluindo 32 turcos, 6 azerbaijanos, 3 georgianos e 1 albaniano.[56][57]
- Em 2 de fevereiro, um avião francês de Wuhan, transportando cidadãos da União Europeia e alguns britânicos restantes, aterrissou em Marselha.[58]
- Em 2 de fevereiro, o governo do Brasil informou que enviaria um avião da Força Aérea Brasileira, com a missão de resgatar os 58 brasileiros que estão na cidade de Wuhan. Após a chegad ao Brasil, seriam colocados em quarentena numa base militar.[59]
- Em 2 de fevereiro, a Arábia Saudita evacuou todos os cidadãos pertencentes ao país.[60]
- Em 2 de fevereiro, enquanto 325 canadenses na província de Hubei haviam se registrado para evacuação, o governo do Canadá ainda aguardava autorização da China para permitir um voo fretado para Wuhan e realizar a repatriação dos canadenses na CFB Trenton.[61]
- Em 3 de fevereiro, depois de ter negado anteriormente o pedido do governo de Taiwan de evacuar seus cidadãos de Wuhan, devido ao fato de a China não querer passar a impressão de que reconhece Taiwan como uma nação separada, o governo chinês concordou em libertar os taiwaneses em quarentena. No entanto, o governo chinês insistiu em enviar os indivíduos de volta para casa com a companhia China Southern Airlines, ao invés de deixar que o Taiwan mandasse sua própria aeronave de resgate.[62]
- Em 3 de fevereiro, um voo da Qantas, fretado pelo governo da Austrália, evacuou cerca de 240 pessoas, incluindo 84 crianças e 5 bebês, antes de serem transportadas para o Centro de Detenção da Ilha Christmas para quarentena.[63][64] O voo de entrada entregou suprimentos médicos, incluindo máscaras, roupas de proteção e luvas.[65]
- Em 4 de fevereiro, o Irã anunciou que 50 estudantes iranianos haviam sido evacuados através de um voo fretado da Mahan Airlines. No voo, também estavam 65 iraquianos, 24 sírios e 1 libanês.[66]
- Em 4 de fevereiro, mais cidadãos norte-americanos foram evacuados de Hubei a bordo de aviões enviados pelo governo. Dois aviões que transportavam aproximadamente 350 evacuados chegaram em 5 de fevereiro, e os evacuados foram transferidos para quarentenas de 14 dias em bases militares na Califórnia.[67] Aproximadamente 178 evacuados permaneceram em quarentena na Base da Força Aérea de Travis; o restante, no entanto, voou para a Estação Aérea de Marine Corps em Miramar para quarentena.[68]
- Em 4 de fevereiro, 138 cidadãos tailandeses foram evacuados de Wuhan pelo voo da Air Asia FD571. Os evacuados estão, agora, em quarentena dentro de um hotel operado pela marinha local, próximo a uma base naval no distrito de Sattashop, na província de Chonburi, pelo tempo de 14 dias.[69]
- Em 5 de fevereiro, um voo da Air New Zealand, fretado pelo governo da Nova Zelândia, evacuou mais de 200 pessoas. 193 neozelandeses foram levados para uma base naval de quarentena de propriedade da Whangaparāoa e 35 australianos foram levados para a Ilha Christmas.[63][70][71]
- Em 5 de fevereiro, duas forças aéreas da Rússia Il-76TD evacuaram 147 pessoas que foram levadas para uma base de quarentena no centro de reabilitação de Tumen.[72]
- Em 6 de fevereiro, um avião deixou Wuhan transportando evacuados norte-americanos destinados à quarentena na Base Aérea de Lackland, próximo a San Antonio, Texas, e Camp Ashland, Nebraska; o voo chegou em 7 de fevereiro.[73]
- Em 7 de fevereiro, o Brasil evacuou, de Wuhan, 34 brasileiros, 4 poloneses, 1 chinês e 1 indiano pela Força Aérea Brasileira.[74]
- Em 7 de fevereiro, 2 cidadãos do Brunei foram evacuados numa aeronave pertencente à Royal Brunei Airlines. Chegaram ao país no início da manhã de sábado.[75]
- Em 8 de fevereiro, um voo fretado pelo Consulado Geral da China pegou 61 cidadão chineses, incluindo 49 adultos e 12 crianças, no Aeroporto Internacional de Ngurah Rai, em Bali, no sábado, para trazê-los de volta a Wuhan.[76]
- Em 8 de fevereiro, um segundo voo da Qantas, fretado pelo governo australiano, designado a evacuar cerca de 300 pessoas, teve a partida adiada depois que o Departamento de Relações Exteriores e Comércio disse que "a liberação oficial do voo não havia sido garantida".[77] O voo decolou mais cedo, com 266 pessoas das quais 77 eram crianças, 11 bebês e 8 estudantes das Ilha do Pacífico, que desembarcaram em Darwin por volta do meio-dia.[78]
- Em 9 de fevereiro, 174 singapurenses foram evacuados de Wuhan com outro voo especial da Scoot após o acordo entre as autoridades de Cingapura e da China.[79]
- Em 9 de fevereiro, 30 filipinos foram evacuados de Wuhan através de um voo fretado. Eles ficaram em quarentena na Vila dos Atletas, na cidade de New Clark, por um período de 14 dias.[80][81][82]
- Em 16 de fevereiro, o Nepal evacuou 175 nepaleses de Wuhan, incluindo 170 estudantes, 2 crianças, 2 pessoas que haviam viajado para Wuhan e 1 trabalhador pela Nepal Airlines. O número original de nepaleses a serem evacuados foi de 185, no entanto, apenas 175 foram evacuados, pois 4 deles decidiram permanecer no país e 6 foram barrados para embarcar no voo devido a razões médicas.[83][84]
- Em 19 de fevereiro, a Ucrânia evacuou 73 pessoas de Wuhan, incluindo 48 cidadãos ucranianos e 29 estrangeiros – 8 da Argentina, 5 da República Dominicana, 5 do Equador, 4 de El Salvador, 2 do Cazaquistão, 2 da Costa Rica e um de Israel, Montenegro e Panamá. Outros 3 cidadãos ucranianos e 1 estrangeiro foram impedidos de embarcar no voo pelas autoridades chinesas devido a razões médicas. Mais tarde, dois cidadãos do Cazaquistão deixaram o avião durante a escala em Almaty. Os restantes foram evacuados para o Aeroporto de Kharkiv e posteriormente direcionados ao sanatório da Guarda Nacional da Ucrânia Central por um período de 14 dias de quarentena.[85]
- Em 27 de fevereiro, a Força Aérea Indiana retirou 112 pessoas de Wuhan, incluindo 76 indianos e 36 estrangeiros – 23 de Bangladesh, 6 da China, 2 de Mianmar e Maldivas e um da África do Sul, Estados Unidos e Madagascar. Este foi o terceiro voo de evacuação enviado pela Índia. O país também forneceu 15 toneladas de suprimentos médicos, incluindo máscaras, luvas e outros equipamentos de emergência pelo mesmo voo.[86][87]
- Em 27 de fevereiro, um voo da Força Aérea Colombiana evacuou 15 colombianos de Wuhan. Após a chegada, foram colocados em quarentena em uma vila esportiva de Bogotá.[88]

### Março de 2020
- Em 3 de março, o governo de Hong Kong organizou quatro voos para realocar 533 de seus residentes de Wuhan. Após a chegada, foram colocados em quarentena na propriedade Cun Yeung, em Fo Tan.[89]
- Em 11 de março, 83 pessoas foram evacuadas da Itália para Nova Delhi pela Air India. Dos evacuados, 74 eram indianos e 9 eram norte-americanos de origem indiana. Todos os evacuados foram colocados em quarentena por 14 dias.[90]